# Der Feuerreiter (Mörike)

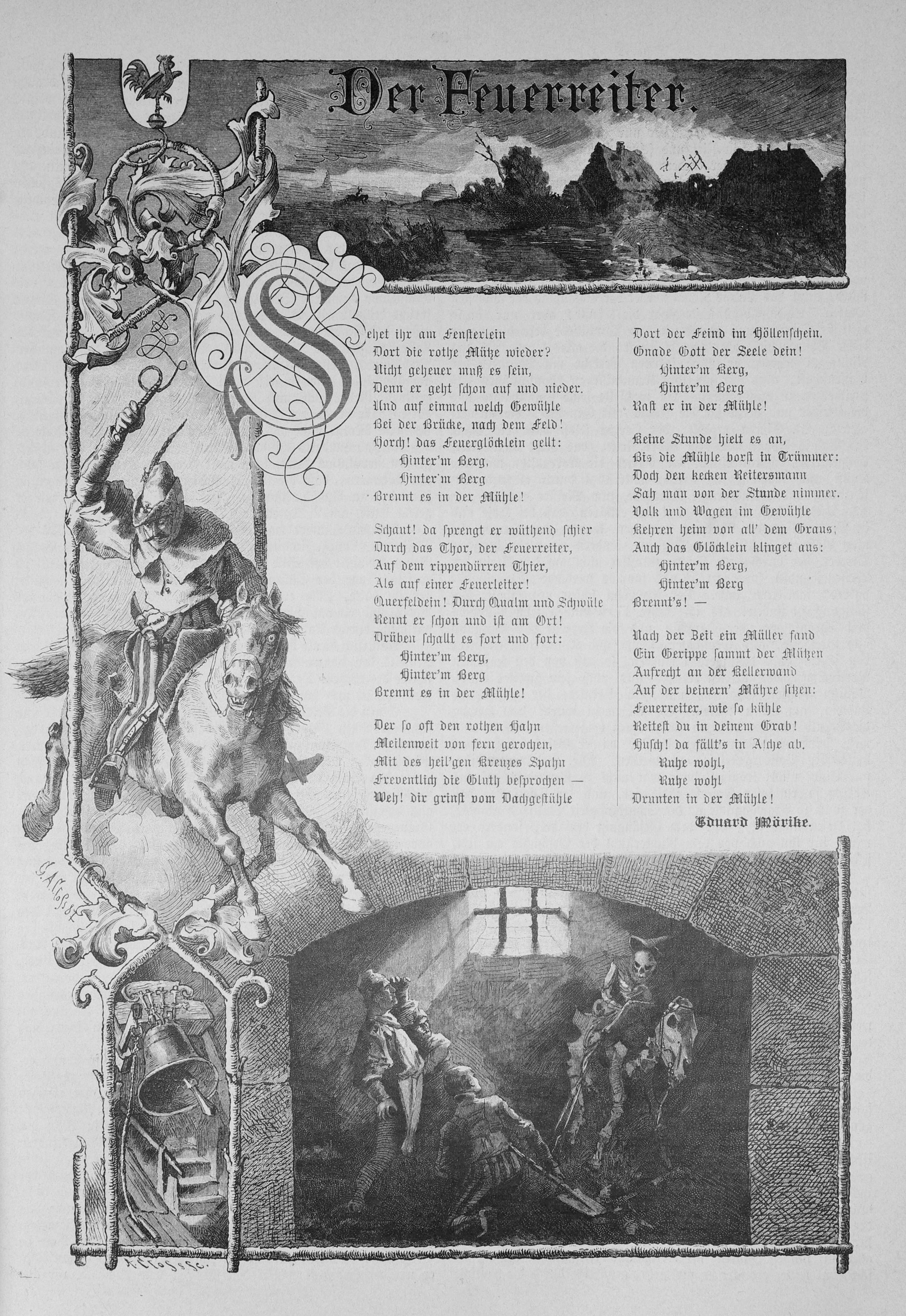
Der Feuerreiter, Text und Illustration in der Gartenlaube (1888)

Der Feuerreiter ist eines der bekanntesten Gedichte von Eduard Mörike (1804–1875). Er schrieb es 1823 oder 1824 als Theologiestudent am Tübinger Stift und veröffentlichte die vierstrophige Urfassung 1832 in seinem Roman Maler Nolten. Die überarbeitete und um die jetzige dritte Strophe erweiterte Endfassung entstand 1841.

## Inhalt
Das romantische Gedicht verknüpft den Brand einer Mühle mit der magisch-sagenhaften Gestalt eines „Feuerreiters“. Dieser, ein Seher, der bei bevorstehender Feuersbrunst stets unruhig in seiner Wohnung umherwandelt und seine „rote Mütze“ am Fenster sehen lässt (Strophe 1), ist beim Ausbruch des Mühlenbrandes als Erster zu Pferde an der Brandstätte (Strophe 2), um das Feuer mit Zauberspruch und Kreuzreliquie „freventlich“ zu bannen (Strophe 3). Diesmal aber ist er nach dem Ausbrennen der Mühle verschwunden (Strophe 4). Später wird im Keller der Ruine ein Skelett mit Mütze auf dem Skelett eines Pferdes sitzend gefunden, die alsbald zu Asche zerfallen (Strophe 5).

## Form und sprachliche Mittel
Die Strophe besteht aus acht trochäischen Vierhebern mit dem Reimschema [ababcddc], wobei a und d männliche und b und c weibliche Reime sind. Diese Grundform ist jedoch aufgebrochen durch den Einschub des zweimaligen Rufs „Hinterm Berg“ (Strophen 1–4) bzw. „Ruhe wohl“ (Strophe 5) nach der siebten Zeile und die Kürzung der achten Zeile auf drei Hebungen, in Strophe 4 sogar auf eine einzige. Wirkungsvoll ist damit das aufgeregte Läuten und schließlich Ausschwingen der Feuerglocke, aber auch der versöhnlich-besänftigende Ausklang gestaltet.
Zu den sprachlichen Kunstgriffen gehören darüber hinaus die wiederholte Anrede an den Leser in Frage und Appell, die blitzlichtartige und dramatisch vergegenwärtigende Wortwahl – grammatisches Präsens – und der Einsatz von Assonanz und Alliteration.

## Deutungsansätze
Unterschiedliche Deutungsansätze begreifen das Schicksal der Hauptfigur
- psychologisch als im Wahnsinn endenden geistigen Alleingang – hier spielt der Bezug zu Friedrich Hölderlin im Tübinger „Turmzimmer“ eine Rolle, den Mörikes Freund Rudolf Lohbauer in einem Brief herstellt –,
- moralisch als bestrafte Hybris oder
- politisch als gescheiterte Revolution – hier wird die Kopfbedeckung des Feuerreiters als Jakobinermütze interpretiert.[2]

Unstrittig ist das romantisch-irrationale Spielen Mörikes mit mythischen, mittelalterlich-religiösen und elementaren Motiven.

## Text
| Fassung 1824/1832 | Endfassung |
| Sehet ihr am Fensterlein Dort die rothe Mütze wieder? Muß nicht ganz geheuer seyn, Denn er geht schon auf und nieder. Und was für ein toll Gewühle Plötzlich auf den Gassen schwillt — Horch! das Jammerglöcklein grillt: Hinter’m Berg, hinter’m Berg Brennt’s in einer Mühle!           | Sehet ihr am Fensterlein Dort die rothe Mütze wieder? Nicht geheuer muß es sein, Denn er geht schon auf und nieder. Und auf einmal welch Gewühle Bei der Brücke, nach dem Feld! Horch! Das Feuerglöcklein gellt: Hinter’m Berg, Hinter’m Berg Brennt es in der Mühle!                   |
| Schaut, da sprengt er, wüthend schier, Durch das Thor, der Feuerreiter, Auf dem rippendürren Thier, Als auf einer Feuerleiter; Durch den Qualm und durch die Schwüle Rennt er schon wie Windesbraut, Aus der Stadt da ruft es laut: Hinter’m Berg, hinter’m Berg Brennt’s in einer Mühle! | Schaut! da sprengt er wüthend schier Durch das Thor, der Feuerreiter, Auf dem rippendürren Thier, Als auf einer Feuerleiter! Querfeldein! Durch Qualm und Schwüle Rennt er schon, und ist am Ort! Drüben schallt es fort und fort: Hinter’m Berg, Hinter’m Berg Brennt es in der Mühle! |
| | Der so oft den rothen Hahn Meilenweit von fern gerochen, Mit des heil’gen Kreuzes Spahn Freventlich die Gluth besprochen — Weh! dir grinst vom Dachgestühle Dort der Feind im Höllenschein. Gnade Gott der Seele dein! Hinter’m Berg, Hinter’m Berg Ras’t er in der Mühle!              |
| Keine Stunde hielt es an, Bis die Mühle borst in Trümmer, Und den wilden Reitersmann Sah man von der Stunde nimmer; Darauf stille das Gewühle Kehret wiederum nach Haus, Auch das Glöcklein klinget aus: Hinter’m Berg, hinter’m Berg Brennt’s! —                                         | Keine Stunde hielt es an, Bis die Mühle borst in Trümmer; Doch den kecken Reitersmann Sah man von der Stunde nimmer. Volk und Wagen im Gewühle Kehren heim von all’ dem Graus; Auch das Glöcklein klinget aus: Hinter’m Berg, Hinter’m Berg Brennt’s! —                                 |
| Nach der Zeit ein Müller fand Ein Gerippe sammt der Mützen, Ruhig an der Kellerwand Auf der beinern’ Mähre sitzen. Feuerreiter, wie so kühle Reitest du in deinem Grab! Husch! da fällt’s in Asche ab — Ruhe wohl, ruhe wohl, Drunten in der Mühle.                                       | Nach der Zeit ein Müller fand Ein Gerippe sammt der Mützen Aufrecht an der Kellerwand Auf der beinern’ Mähre sitzen: Feuerreiter, wie so kühle Reitest du in deinem Grab! Husch! da fällt’s in Asche ab. Ruhe wohl, Ruhe wohl Drunten in der Mühle!                                     |

## Musikalische Bearbeitungen
Mörikes klangvoll-dramatisches Gedicht inspirierte Hugo Wolf zu einer Vertonung für Singstimme und Klavier (1888), die er 1892 auch für Chor und Orchester setzte, sowie Hugo Distler zu einem mehrstimmigen Satz für gemischten Chor (1938). Weitere Vertonungen stammen von Robert von Hornstein (1862), Rabih Merhi (2005), Bernd Englbrecht (2005) und Wilhelm Killmayer (2007).